# The Divorce of Lady X
The Divorce of Lady X is een film uit 1938 onder regie van Tim Whelan met in de hoofdrollen Laurence Olivier, Merle Oberon en Ralph Richardson. De film bevindt zich in het publiek domein.

## Rolverdeling
| Acteur            | Personage             |
| ----------------- | --------------------- |
| Merle Oberon      | Leslie Steele         |
| Laurence Olivier  | Everard Logan         |
| Binnie Barnes     | Claire, Lady Mere     |
| Ralph Richardson  | Lord Mere             |
| Morton Selten     | Lord Steele           |
| Victor Rietti     | hotel manager         |
| J. H. Roberts     | Slade                 |
| Gertrude Musgrove | Saunders, the maid    |
| Gus McNaughton    | room service waiter   |
| H. B. Hallam      | Jefferies, the butler |
| Eileen Peel       | Mrs. Johnson          |
| Lewis Gilbert     | Tom                   |